# TOP tým
TOP tým z. s. je spolek, který celorepublikově zastupuje krajské spolky hlásící k podpoře konzervativních a liberálních hodnot ve spolupráci s politickou stranou TOP 09.
Sdružuje aktivní mladé lidi se zájmem o politiku a liberálně-konzervativní hodnoty založené na evropské křesťanské morálce. Členem mládežnické organizace TOP tým se může stát osoba ve věku 15–35 let včetně.
Cílem TOP týmu má být „vytvoření prostoru, který pomáhá osobnostnímu, politickému i sociálnímu růstu mladého člověka, kterému není lhostejné politické dění a stav veřejného sektoru v naší zemi a chce být aktivní součástí procesu vývoje našeho státu a naší kultury. Spolek chce u mladé generace podporovat ideje liberálně-konzervativní politiky a posilovat vědomí o tradičních hodnotách společnosti. Jedním z cílů je rovněž pomoci svým členům seznámit se s fungováním politiky a připravit je po odborné i politické stránce pro jejich možnou politickou dráhu či působení ve veřejném sektoru."
TOP tým otevřeně podporuje TOP 09, přičemž jeho program pak přirozeně vychází z programových cílů této strany.

## Historie
S myšlenkou vzniku spolku mladých lidí pravicového zaměření přišli na konci roku 2010 studenti a podporovatelé TOP 09 v Praze. Na tomto základě vznikla přípravná skupina, která začala podnikat kroky k založení nové organizace. Pražský TOP tým vznikl na jaře roku 2011, na ustavující valné hromadě 28. 7. 2011 byl předsedou zvolen Jan Kavalírek, který svůj post v letech 2013 a 2015 obhájil.
V dalších letech začaly vznikat další krajské organizace, které se na konci roku 2016 dohodli na založení celostátní mládežnické organizace TOP tým.
První volební sněm celostátního TOP týmu proběhl 1. dubna 2017 v Praze, 1. předsedou organizace byl zvolen Jan Kavalírek, tehdejší předseda TOP týmu Praha. Na druhém volebním sněmu celostátního TOP týmu v roce 2019, předsedou organizace byl zvolen Petr Kučera. Na prvním online celostátním sněmu, který proběhl na konci listopadu 2020, předsedou TOP týmu byl zvolen Karel Pelikán.
V dubnu 2022 členy předsednictva byly zvoleny: Tomáš Mudra, Jan Mikeš (1. místopředseda), Robert Pecka a Jan Tichánek (místopředsedové), Šárka Exnarová, Karel Pelikán a Tomáš Cverna (členové předsednictva). 
V květnu 2024 na volebním sněmu spolku bylo zvoleno nové přesednictvo. Předsedou byl zvolen Martin Růžek, prvním místopředsedou Tomáš Mudra, řadové místopředsedové - Šárka Exnarová, Ondřej Pospíšil, členové předsednictva se stalí Jiří Vintr, Matyáš Paulíny, Karla Hyrníková.
V březnu 2025 se konal volební celostátní sněm spolku. Předsedou se stal Miloš Ulrich, první místopředsedou Marek Duchaň. Spolu s nimi byli zvoleni místopředsedové Jan Vosejpka a Hana Hanigerová a další členky a členové předsednictva Šárka Exnarová, Daniel Václav Kotásek a Karolína Salačová.

## Aktivity
Činnost TOP týmu je zaměřena na pořádání přednášek, besed, seminářů a odborných konferencí k aktuálnímu společensko-politickému dění. Na těchto konferencích se mohou především mladí lidé setkat a diskutovat s významnými představiteli politického, ekonomického nebo společenského života. 
TOP tým organizoval již řadu akcí a diskusí s mezinárodní účastí na aktuální témata: 1) Bezpečnostní situace v Pobaltí; 2) Role Visegrádské čtyřky ve světle krize evropské integrace; 3) Ukrajina jako výzva pro Evropu; nebo studentské interpelace s poslanci a senátory.
Dále také organizuje častá setkání s politiky, akce pro své vlastní členy pro navazování kontaktů a sbírání dalších zkušenostní a znalostí (ideové konference, víkendové výjezdy, atp.). 

### Organizace
TOP tým je celorepubliková organizace složená z krajských organizací: Plzeň; Praha; Pardubice; Vysočina; Liberec; Zlín; Středočeský, Karlovarský, Ústecký, Jihočeský, Jihomoravský nebo Moravskoslezský kraj. Pracuje i na rozšiřování do Olomouckého a Královéhradeckého kraje.
Program a zaměření spolku pak přirozeně vychází z programových cílů strany TOP 09, jejíž je TOP tým oficiální mládežnickou organizací.
Členkou spolku byla například poslankyně a předsedkyně TOP 09 Markéta Pekarová Adamová.

### Zahraničí
Od dubna 2017 je TOP tým členem evropské mládežnické platformy Youth of European People’s Party (YEPP), která sdružuje mládežnické organizace politických stran sdružených pod Evropskou lidovou stranu (EPP).
TOP tým dále spolupracuje s řadou zahraničních partnerských subjektů a i s pobočkami zahraničních nadací.

### Besedy
Současná bezpečnostní situace v Pobaltí, panelová diskuze o bezpečnostní situaci v Evropě ve světle ukrajinské krize, která se uskutečnila 20. dubna 2015. Besedy se zúčastnil například Karel Schwarzenberg, Štefan Füle nebo profesor Luboš Švec a velvyslanci pobaltských zemí.
Ukrajina jako výzva pro Evropu, beseda z října 2014, o dění na Ukrajině, pod záštitou primátora hl. města Prahy Tomáše Hudečka.
Majetkové vyrovnání s církvemi, která se v březnu 2012 uskutečnila ve spolupráci s Občanským institutem a která se konala v Poslanecké sněmovně.

### Asociace mládežnických politických organizací (AMPO)
TOP tým je jedním ze zakladatelů spolku sdružující šest mládežnických organizací českých politických stran (TOP tým, Mladí konzervativci, Mladí lidovci, Mladí křesťanští demokraté, Mladí sociální demokraté a Mladí zelení). Spolek s názvem Asociace mládežnických politických organizací (AMPO) byl založen 20. listopadu 2015 a jeho cílem je podpořit politickou diskusi mezi mladými a přispět tak k jejich občanské angažovanosti. 
TOP tým spolku předsedal od konce února 2016 do konce května 2016. V květnu 2016 organizovalo AMPO, pod vedením TOP týmu, konferenci na téma „Role Visegrádské čtyřky ve světle krize evropské integrace“.
Před založením spolku AMPO se TOP tým aktivně účastnil i přípravné konference Význam mládežnických organizací politických stran pro demokracii k 25. výročí obnovení demokracie, kde se spolupodepsal pod Prohlášení mládežnických organizací českých politických stran k 25 letům demokracie.